# Veliko Selo (Baranjska županija)
Veliko Selo, Tofala ili Totovala (mađ. Nagytótfalu ) je selo u južnoj Mađarskoj.
Zauzima površinu od 11,17 km četvornih.

## Zemljopisni položaj
Nalazi se na 45° 51' 50" sjeverne zemljopisne širine i 18° 20' 43" istočne zemljopisne dužine.
Nalazi se na južnim obroncima Viljanske planine. Svetište Jud (Đud) je 4 km zapadno, Kotarsko sjedište Šikloš je 2 km jugozapadno. Preko brda, u pravcu sjeverozapada se nalaze 3,5 km udaljena Tofaluba i 3 km udaljeni Vakan te prema sjeveroistoku 4 km udaljena Plakinja. Neposredno istočno je Aršanjac, a Haršanj je 2,5 km istočno-jugoistočno. Naćfa je 3,5 km jugoistočno, a Rastince su 4,5 km južno.
Šumsko područje Fekete-hegy se nalazi 2 km zapadno-sjeverozapadno, a Szársomlyó 4 km istočno-jugoistočno.

## Upravna organizacija
Upravno pripada Šikloškoj mikroregiji u Baranjskoj županiji. Poštanski broj je 7800. 

## Povijest
Povijesni dokumenti prvi put spominju ovo naselje još u doba Arpadovića, 1294. godine pod imenom Touthfolu.
Za vrijeme Turskog Carstva selo nije opustjelo. 
Za vrijeme protestantske reformacije je Veliko Selo prešlo na protestantizam.
Početkom 1900-ih je pripadalo Baranjskoj županiji.
Prema popisu iz 1910., u selu je bilo 497 stanovnika. Prema metodologiji iz tog popisa, u selu je bilo 482 Mađara, 11 Nijemaca, 3 Hrvata odnosno 388 kalvinista, 80 rimokatolika, 12 evangelista i ostalih.

## Stanovništvo
Veliko Selo ima 392 stanovnika (2001.). Mađari su većina, a Roma je 1%. Rimokatolika je blizu 2/3, kalvinista je blizu četvrtine, luterana je oko 2% te ostalih.

## Promet
1,5 km južno od sela prolazi željeznička prometnica Barča – Viljan. 

## Vanjske poveznice
- Veliko Selo na fallingrain.com